# Lovka
Lovka (cyr. Ловка) – wieś w Czarnogórze, w gminie Tuzi. W 2011 roku liczyła 43 mieszkańców.